# Saison 1937-1938 du Stade rennais UC
Maillots
Chronologie
Saison précédente Saison suivante
La saison 1937-1938 du Stade rennais Université Club débute le 29 août 1937 avec la première journée d'un championnat préliminaire au Championnat de France de Division 2, pour se terminer le 29 mai 1938 avec la 30e journée de cette dernière compétition.
Le Stade rennais UC est également engagé en Coupe de France.

## Résumé de la saison
Alors que le Stade rennais UC est relégué pour la première fois de son histoire en Division 2, sa situation financière est difficile. Les dons des supporters via une souscription et une subvention exceptionnelle de la mairie permettront de trouver l'argent nécessaire, et de sauver le statut professionnel du club. Celui-ci doit néanmoins modifier son effectif en profondeur, et perd notamment trois internationaux : les frères Jean et Lucien Laurent, ainsi que Louis Finot.
Pas moins de 26 clubs étant en lice, la FFFA décide de faire jouer un championnat préliminaire. Les 26 participants sont répartis en quatre groupes (Nord, Sud, Est, Ouest) et disputent un mini-championnat d'août à novembre. Les quatre clubs les mieux classés disputent la "poule promotion" qui fait office de championnat de division 2, les autres disputent la "poule relégation" et luttent pour ne pas descendre.
Au sein de la Poule Ouest, le Stade rennais n'a aucun mal à obtenir son billet pour la poule promotion, malgré trois derniers matches sans victoire. La suite de la saison verra les Rennais se battre jusqu'au bout pour la montée, mais ceux-ci échouent sur le fil, à la troisième place. Le Havre (qui avait déjà devancé le SRUC en Poule Ouest) et Saint-Étienne obtiennent leur billet.
En Coupe de France, le Stade rennais se fait éliminer par les voisins du Stade briochin dès son entrée en lice. C'est la première fois depuis l'avènement du professionnalisme à Rennes que les "Rouge et Noir" sont sortis de cette compétition dès leur premier match. C'est également la première défaite rennaise face à une équipe amateur.

## Transferts en 1937-1938
| Nom                             | Nationalité | Provenance/Destination        |
| Arrivées                        |             |                               |
| François Bonnet                 | France      | SO Montpellier                |
| Abdeslam Ben Mohamed dit Butina | France      | SC Fives                      |
| József Ebner                    | Hongrie     | SO Montpellier                |
| Gabriel Féron                   | France      | Stade nantais UC              |
| Walter Hanke                    | Allemagne   | FC Metz                       |
| Jules Miramond                  | France      | RC Roubaix                    |
| Jean-Gabriel Montfort           | France      | Stade quimpérois              |
| Isidore Moysan                  | France      | ES Kreisker Saint-Pol-de-Léon |
| Rassih Esen Minkari             | Turquie     | Paris UC                      |
| Charles Nicolas                 | France      | Villedieu-les-Poêles          |
| Azzerine Riahi                  | France      | ?                             |
| Départs                         |             |                               |
| Georges Boccon                  | France      | SR Colmar                     |
| Louis Finot                     | France      | Stade de Reims                |
| Gaston Gardet                   | France      | SR Colmar                     |
| René Klein                      | France      | FC Nancy                      |
| Jean Laurent                    | France      | Toulouse FC                   |
| Lucien Laurent                  | France      | RC Strasbourg                 |
| André Le Gall                   | France      | arrêt                         |
| Robert Le Moal                  | France      | JA Saint-Servan               |
| Imre Markos                     | Hongrie     | ?                             |
| Josef Mayboeck                  | Autriche    | ?                             |
| Franz Siedler                   | Autriche    | ?                             |
| J.A. Stewart                    | Angleterre  | ?                             |
| René Villacampa                 | France      | SR Colmar                     |

## L'effectif de la saison
| Poste¹ | Nat.² | Nom                             | Naissance        | Sélection³ | Ch. Prélim | Ch. Prélim  | Championnat | Championnat | Coupe France | Coupe France | Total Saison | Total Saison |
| Poste¹ | Nat.² | Nom                             | Naissance        | Sélection³ | M          | But inscrit | M           | But inscrit | M            | But inscrit  | M            | But inscrit  |
| ------ | ----- | ------------------------------- | ---------------- | ---------- | ---------- | ----------- | ----------- | ----------- | ------------ | ------------ | ------------ | ------------ |
| G      | FRA   | William Bambridge               | 23 juin 1911     | -          | 7          | 0           | 9           | 0           | 0            | 0            | 16           | 0            |
| G      | FRA   | Georges Belliard                | 14 avril 1915    | -          | 0          | 0           | 0           | 0           | 1            | 0            | 1            | 0            |
| A      | FRA   | Abdeslam Ben Mohamed dit Butina | 28 juillet 1910  | -          | 0          | 0           | 24          | 4           | 0            | 0            | 24           | 4            |
| A      | FRA   | Meflah Benaouda dit Aoued       | 7 mai 1906       | -          | 4          | 0           | 14          | 5           | 1            | 0            | 19           | 5            |
| A      | FRA   | Ali Benouna                     | 16 mai 1907      | A          | 8          | 2           | 20          | 4           | 1            | 0            | 29           | 6            |
| M      | FRA   | Léon Boesinger                  | 27 juin 1909     | B          | 8          | 0           | 28          | 0           | 1            | 0            | 37           | 0            |
| A      | FRA   | François Bonnet                 | 15 novembre 1911 | -          | 8          | 1           | 20          | 11          | 1            | 0            | 29           | 12           |
| D      | FRA   | André Bordier                   | 15 novembre 1913 | B          | 8          | 0           | 30          | 0           | 1            | 0            | 39           | 0            |
| M      | AUT   | Georg Braun                     | 22 février 1907  | A          | 8          | 0           | 30          | 0           | 1            | 1            | 39           | 1            |
| A      | HUN   | József Ebner                    | 3 mars 1909      | A          | 8          | 4           | 27          | 14          | 1            | 0            | 36           | 18           |
| M      | FRA   | Gabriel Féron                   | 4 février 1915   | -          | 8          | 0           | 15          | 0           | 0            | 0            | 23           | 0            |
| M      | HUN   | István Gyulai                   | 8 décembre 1908  | -          | 0          | 0           | 12          | 0           | 0            | 0            | 12           | 0            |
| A      | ALL   | Walter Hanke                    | 17 mars 1910     | A          | 6          | 5           | 22          | 4           | 1            | 0            | 29           | 9            |
| A      | ALL   | Walter Kaiser                   | 2 novembre 1907  | -          | 2          | 1           | 14          | 3           | 0            | 0            | 16           | 4            |
| A      | FRA   | Paul Le Guerrier                | 14 mars 1918     | -          | 0          | 0           | 1           | 0           | 0            | 0            | 1            | 0            |
| A      | TUR   | Rassih Esen Minkari             | 1912             | A          | 0          | 0           | 2           | 0           | 0            | 0            | 2            | 0            |
| G      | FRA   | Jules Miramond                  | 25 juillet 1914  | -          | 0          | 0           | 19          | 0           | 0            | 0            | 19           | 0            |
| G      | FRA   | Jean-Gabriel Montfort           | 16 juillet 1918  | -          | 1          | 0           | 2           | 0           | 0            | 0            | 3            | 0            |
| D      | FRA   | Isidore Moysan                  | 13 mars 1914     | -          | 0          | 0           | 3           | 0           | 0            | 0            | 3            | 0            |
| M      | FRA   | Charles Nicolas                 | 5 juin 1916      | -          | 0          | 0           | 0           | 0           | 1            | 0            | 1            | 0            |
| D      | FRA   | François Pleyer                 | 23 février 1911  | -          | 7          | 0           | 24          | 0           | 1            | 0            | 32           | 0            |
| M      | FRA   | Azzerine Riahi                  | ?                | -          | 5          | 2           | 14          | 1           | 0            | 0            | 19           | 3            |

- 1 : G, Gardien de but ; D, Défenseur ; M, Milieu de terrain ; A, Attaquant
- 2 : Nationalité sportive, certains joueurs possédant une double-nationalité
- 3 : sélection la plus élevée obtenue

## Équipe-type
Il s'agit de la formation la plus courante rencontrée en championnat.

## Les rencontres de la saison

### Liste
| Match | Date         | Compétition     | Tour        | Adversaire       | Lieu | Score | Class. | Buteurs pour le Stade rennais |
| ----- | ------------ | --------------- | ----------- | ---------------- | ---- | ----- | ------ | ----------------------------- |
| 1     | 29 août      | D2 Ch. prél.    | 1           | Dieppe           | D    | 1–0   | 2      | Ebner                         |
| 2     | 5 septembre  | D2 Ch. prél.    | 2           | Le Havre         | E    | 1–1   | 2      | Benouna                       |
| 3     | 19 septembre | D2 Ch. prél.    | 3           | Caen             | E    | 3-3   | 3      | Riahi Hanke Benouna           |
| 4     | 26 septembre | D2 Ch. prél.    | 4           | CA Paris         | D    | 3–1   | 2      | Ebner Riahi Hanke             |
| 5     | 3 octobre    | D2 Ch. prél.    | 5           | Le Havre         | D    | 3–1   | 1      | Hanke                         |
| 6     | 17 octobre   | D2 Ch. prél.    | 6           | Dieppe           | E    | 0-1   | 2      |                               |
| 7     | 24 octobre   | D2 Ch. prél.    | 7           | CA Paris         | E    | 2–3   | 2      | Bonnet Kaiser                 |
| 8     | 7 novembre   | D2 Ch. prél.    | 8           | Caen             | D    | 2–2   | 2      | Ebner                         |
| 9     | 12 décembre  | Division 2      | 1           | Dunkerque        | D    | 2–2   | ?      | Bonnet Ebner                  |
| 10    | 19 décembre  | Coupe de France | 1/32 finale | Saint-Brieuc     | D    | 1-2   | 1-2    | Braun                         |
| 11    | 23 décembre  | Division 2      | 2           | Nancy            | E    | 2–2   | ?      | Aoued Ebner                   |
| 12    | 25 décembre  | Division 2      | 3           | Caen             | D    | 2-0   | ?      | Ebner + (csc)                 |
| 13    | 2 janvier    | Division 2      | 4           | Boulogne-sur-Mer | D    | 1–1   | ?      | Butina                        |
| 14    | 13 janvier   | Division 2      | 5           | Mulhouse         | E    | 2–1   | ?      | Aoued Hanke                   |
| 15    | 16 janvier   | Division 2      | 6           | Le Havre         | E    | 0-2   | ?      |                               |
| 16    | 23 janvier   | Division 2      | 7           | Reims            | D    | 2–1   | ?      | Ebner Kaiser                  |
| 17    | 30 janvier   | Division 2      | 8           | Colmar           | E    | 0–2   | ?      |                               |
| 18    | 9 février    | Division 2      | 9           | Nice             | E    | 1–0   | ?      | Kaiser                        |
| 19    | 13 février   | Division 2      | 10          | CA Paris         | D    | 1–0   | ?      | Benouna                       |
| 20    | 17 février   | Division 2      | 11          | Arras            | D    | 2–0   | ?      | Hanke Benouna                 |
| 21    | 27 février   | Division 2      | 12          | Toulouse         | E    | 2-2   | ?      | Butina Hanke                  |
| 22    | 1er mars     | Division 2      | 13          | Alès             | E    | 1-2   | ?      | Ebner                         |
| 23    | 6 mars       | Division 2      | 14          | Tourcoing        | D    | 2–1   | ?      | Benouna                       |
| 24    | 13 mars      | Division 2      | 15          | Saint-Étienne    | E    | 1–2   | ?      | Riahi                         |
| 25    | 20 mars      | Division 2      | 16          | Nice             | D    | 3-1   | ?      | Bonnet Butina Ebner           |
| 26    | 24 mars      | Division 2      | 17          | Saint-Étienne    | D    | 3-0   | ?      | Bonnet Ebner                  |
| 27    | 27 mars      | Division 2      | 18          | Tourcoing        | E    | 1–4   | ?      | Bonnet                        |
| 28    | 3 avril      | Division 2      | 19          | Nancy            | D    | 2–0   | ?      | Bonnet Ebner                  |
| 29    | 10 avril     | Division 2      | 20          | Dunkerque        | E    | 1–1   | ?      | Butina                        |
| 30    | 16 avril     | Division 2      | 21          | Toulouse         | D    | 1-0   | ?      | Ebner                         |
| 31    | 18 avril     | Division 2      | 22          | Alès             | D    | 1–0   | ?      | Aoued                         |
| 32    | 24 avril     | Division 2      | 23          | CA Paris         | E    | 2–1   | ?      | Bonnet Ebner                  |
| 33    | 28 avril     | Division 2      | 24          | Arras            | E    | 1-1   | ?      | Bonnet                        |
| 34    | 1er mai      | Division 2      | 25          | Boulogne-sur-Mer | E    | 3–1   | ?      | Bonnet Ebner Kaiser           |
| 35    | 8 mai        | Division 2      | 26          | Mulhouse         | D    | 1–2   | ?      | Ebner                         |
| 36    | 15 mai       | Division 2      | 27          | Caen             | E    | 0-3   | ?      |                               |
| 37    | 22 mai       | Division 2      | 28          | Reims            | E    | 2–1   | ?      | Aoued Ebner                   |
| 38    | 26 mai       | Division 2      | 29          | Colmar           | D    | 2-0   | ?      | Aoued Hanke                   |
| 39    | 29 mai       | Division 2      | 30          | Le Havre         | D    | 3–0   | 3      | Bonnet                        |

N : terrain neutre ; D : à domicile ; E : à l'extérieur ; drapeau : pays du lieu du match international

## Bilan des compétitions
| Compétition           | Vainqueur final        | Débute au tour | Place ou tour final | Première rencontre | Dernière rencontre | Nombre |
| --------------------- | ---------------------- | -------------- | ------------------- | ------------------ | ------------------ | ------ |
| Ch. prél. Poule Ouest | Le Havre AC            | 1re journée    | 2e                  | 28 août 1937       | 7 novembre 1937    | 8      |
| Division 2            | Le Havre AC            | 1re journée    | 3e                  | 12 décembre 1937   | 29 mai 1938        | 30     |
| Coupe de France       | Olympique de Marseille | 1/32 de finale | 1/32 de finale      | 19 décembre 1937   | 19 décembre 1937   | 1      |

### Division 2, championnat préliminaire
Le Stade rennais UC est reversé dans la Poule Ouest avec quatre autres équipes.

#### Classement
| Rang | Équipe   | Pts | J | G | N | P | Bp | Bc | Diff |
| ---- | -------- | --- | - | - | - | - | -- | -- | ---- |
| 1    | Le Havre | 13  | 8 | 6 | 1 | 1 | 21 | 7  | +14  |
| 2    | Rennes   | 9   | 8 | 3 | 3 | 2 | 15 | 12 | +3   |
| 3    | CA Paris | 8   | 8 | 4 | 0 | 4 | 13 | 12 | +1   |
| 4    | Caen     | 8   | 8 | 3 | 2 | 3 | 17 | 19 | -2   |
| 5    | Dieppe   | 2   | 8 | 1 | 0 | 7 | 10 | 26 | -16  |

- 1 à 4 : Qualifiés pour la Poule promotion
- 5 : Qualifié pour la Poule relégation

#### Résultats
| Total  | Total  | Total | Total | Total | Total | Total | Total | Domicile | Domicile | Domicile | Domicile | Domicile | Domicile | Extérieur | Extérieur | Extérieur | Extérieur | Extérieur | Extérieur |
| Matchs | Points | V     | N     | D     | BP    | BC    | Diff. | V        | N        | D        | BP       | BC       | Diff.    | V         | N         | D         | BP        | BC        | Diff.     |
| ------ | ------ | ----- | ----- | ----- | ----- | ----- | ----- | -------- | -------- | -------- | -------- | -------- | -------- | --------- | --------- | --------- | --------- | --------- | --------- |
| 8      | 9      | 3     | 3     | 2     | 15    | 12    | +3    | 3        | 1        | 0        | 9        | 4        | +5       | 0         | 2         | 2         | 6         | 8         | -2        |

#### Résultats par journée
| Journée   | 01 | 02 | 03 | 04 | 05 | 06 | 07 | 08 |
| --------- | -- | -- | -- | -- | -- | -- | -- | -- |
| Terrain   | D  | E  | E  | D  | D  | E  | E  | D  |
| Résultats | V  | N  | N  | V  | V  | D  | D  | N  |
| Points    | 2  | 3  | 4  | 6  | 8  | 8  | 8  | 9  |
| Place     | 2  | 2  | 3  | 2  | 1  | 2  | 2  | 2  |

Source : Liste des rencontres

Terrain : D = Domicile ; E = Extérieur. Résultat: D = Défaite ; N = Nul ; V = Victoire.

### Division 2

#### Classement
| Rang | Équipe        | Pts | J  | G  | N | P  | Bp | Bc | Diff |
| ---- | ------------- | --- | -- | -- | - | -- | -- | -- | ---- |
| 1    | Le Havre      | 44  | 30 | 20 | 4 | 6  | 77 | 40 | +37  |
| 2    | Saint-Étienne | 41  | 30 | 17 | 7 | 6  | 72 | 40 | +32  |
| 3    | Rennes        | 40  | 30 | 17 | 6 | 7  | 47 | 33 | +14  |
| 4    | Colmar        | 39  | 30 | 17 | 5 | 8  | 54 | 41 | +13  |
| 5    | Dunkerque     | 34  | 30 | 13 | 8 | 9  | 58 | 52 | +6   |
| 6    | Arras         | 32  | 30 | 12 | 8 | 10 | 46 | 43 | +3   |

- 1 et 2 : Promus en Division 1

#### Résultats
| Total  | Total  | Total | Total | Total | Total | Total | Total | Domicile | Domicile | Domicile | Domicile | Domicile | Domicile | Extérieur | Extérieur | Extérieur | Extérieur | Extérieur | Extérieur |
| Matchs | Points | V     | N     | D     | BP    | BC    | Diff. | V        | N        | D        | BP       | BC       | Diff.    | V         | N         | D         | BP        | BC        | Diff.     |
| ------ | ------ | ----- | ----- | ----- | ----- | ----- | ----- | -------- | -------- | -------- | -------- | -------- | -------- | --------- | --------- | --------- | --------- | --------- | --------- |
| 30     | 40     | 17    | 6     | 7     | 47    | 33    | +14   | 12       | 2        | 1        | 28       | 8        | +20      | 5         | 4         | 6         | 19        | 25        | -6        |

#### Résultats par journée
| Journée   | 01 | 02 | 03 | 04 | 05 | 06 | 07 | 08 | 09 | 10 | 11 | 12 | 13 | 14 | 15 | 16 | 17 | 18 | 19 | 20 | 21 | 22 | 23 | 24 | 25 | 26 | 27 | 28 | 29 | 30 |
| --------- | -- | -- | -- | -- | -- | -- | -- | -- | -- | -- | -- | -- | -- | -- | -- | -- | -- | -- | -- | -- | -- | -- | -- | -- | -- | -- | -- | -- | -- | -- |
| Terrain   | D  | E  | D  | D  | E  | E  | D  | E  | E  | D  | D  | E  | E  | D  | E  | D  | D  | E  | D  | E  | D  | D  | E  | E  | E  | D  | E  | E  | D  | D  |
| Résultats | N  | N  | V  | N  | V  | D  | V  | D  | V  | V  | V  | N  | D  | V  | D  | V  | V  | D  | V  | N  | V  | V  | V  | N  | V  | D  | D  | V  | V  | V  |
| Points    | 1  | 2  | 4  | 5  | 7  | 7  | 9  | 9  | 11 | 13 | 15 | 16 | 16 | 18 | 18 | 20 | 22 | 22 | 24 | 25 | 27 | 29 | 31 | 32 | 34 | 34 | 34 | 36 | 38 | 40 |
| Place     |    |    |    |    |    |    |    |    |    |    |    |    |    |    |    |    |    |    |    |    |    |    |    |    |    |    |    |    |    | 3  |

Source : Liste des rencontres

Terrain : D = Domicile ; E = Extérieur. Résultat: D = Défaite ; N = Nul ; V = Victoire.